# Terzo grado (interrogatorio)
L'espressione interrogatorio di terzo grado o semplicemente terzo grado (dall'inglese third degree) indica "il ricorso indiscriminato a metodi coercitivi per ottenere confessioni da persone sospettate di un crimine". In senso figurato, si intende una serie di domande poste in maniera incalzante. In sostanza, si tratta di un eufemismo per indicare pratiche di tortura (infliggere dolore, fisico o mentale, per estorcere confessioni o dichiarazioni). Nel 1931, la Commissione Wickersham scoprì che l'uso del terzo grado era diffuso negli Stati Uniti d'America. Nessuno conosce l'origine del termine, ma ci sono parecchie ipotesi in merito. In risposta al rapporto, furono suggeriti vari metodi di "lavoro investigativo scientifico". Uno di essi, il metodo di interrogatorio noto come tecnica Reid, che è ora ampiamente usata dalle forze di polizia negli Stati Uniti, è vista da molti semplicemente come una versione psicologica del terzo grado, in quanto è ugualmente capace di estorcere una falsa confessione attraverso la coercizione quando la polizia ne abusa.

## Possibili origini
- Richard H. Sylvester.[6]
- Il terzo grado della massoneria può esserne stato l'origine.[senza fonte]
- Il termine può essere stato coniato dall'investigatore della polizia di New York dell'Ottocento Thomas F. Byrnes, forse come gioco di parole sul suo nome, come in "scottature di terzo grado" (third degree burns).[7]
- I gradi progressivi di tortura usati per estorcere confessioni durante l'Inquisizione spagnola.[8]
- Le “disfide matematiche” dei passati secoli, nelle quali si interrogavano i matematici sulle possibili soluzioni delle equazioni cubiche (di terzo grado), data all’epoca la grandissima difficoltà di risolvere le equazioni polinomiali di terzo grado.[9]